# 拜倫 (內布拉斯加州)
拜倫（英語：Byron）是位於美國內布拉斯加州塞耶縣的村。

## 人口
根據2020年美國人口普查的數據，拜倫的面積為0.40平方千米，皆為陸地。當地共有人口85人，而人口密度為每平方千米213人。